# Conector de cisalhamento
Conector de cisalhamento é um dispositivo mecânico que tem por finalidade conectar semisseções de uma estrutura mista. O conector absorve o fluxo de cisalhamento decorrente da interação entre as semisseções. Os conectores de cisalhamento são amplamente utilizados em estruturas mistas de aço e concreto, mais precisamente em vigas mistas com esses dois materiais, onde se tem a viga metálica e a laje de concreto armado. 
Os conectores mais utilizados são:
- Stud bolt - um conector do tipo pino com cabeça, que é soldado sobre o perfil de aço;
- Perfil U - um pedaço de um perfil U laminado ou dobrado a frio;
- Perfobond - um conector com aberturas circulares.